# 1330 pr. n. št.

## Smrti
- Nefretete, žena faraona Ehnatona (* 1370 pr. n. št.)
- Mlajša gospa, žena faraona Ehnatona in mati faraona Tutankamona (* 1370 pr. n. št.)